# 2007年飓风科斯梅
飓风科斯梅是2007年太平洋飓风季形成的第六个热带气旋、第三场获命名的风暴及首场飓风，曾于2007年7月中旬威胁夏威夷州。系统源于6月27日离开非洲西海岸的东风波，在穿越大西洋和加勒比海期间都没有显著发展，于7月8日进入东太平洋。东风波边缘组织出天气系统，这片扰动天气于7月14日成为热带低气压，次日又升级成热带风暴，7月16日达到飓风强度。成为萨菲尔-辛普森飓风等级下的一级飓风后，气旋因行经海域水温渐低而迅速减弱，降级成热带低气压后不久就从夏威夷群岛以南洋面经过，然后进入中太平洋，最终于7月23日退化成残留低气压区。
科斯梅自始至终远离陆地，所以造成的影响很小，没有造成任何人员伤亡，夏威夷州出现2.7米的涌浪，最高降雨量达到176毫米，最强阵风时速65公里。

## 气象历史
2007年6月27日，一股东风波离开非洲西海岸进入大西洋。系统内缺少关联对流，所以在穿越大西洋和加勒比海期间一直难以追踪，美国国家飓风中心估计东风波于7月8日进入东太平洋。系统内嵌在热带辐合带中，所以起初的发展速度非常缓慢，7月13日同热带辐合带分离后，这片扰动天气中的对流结构逐渐改善，在墨西哥同夏威夷州的中途海域附近成为2007年太平洋飓风季第六号热带低气压。受热带东向气流影响，气旋以每小时19公里的速度西进。虽然行经洋面风切变较少，但受海面温度限制，系统的发展速度不快。气象机构一度难以确定气旋中心的准确位置，到7月14日时，其中对流已开始稳步消退，系统位于大范围低气压区以内，所以气象部门起初也很难确定其具体动向。7月15日，低气压的卫星图像变得更清晰，美国国家飓风中心于协调世界时18点将其升级成热带风暴，并以“科斯梅”（Cosme）命名。
获名后不久，风暴中原本范围广阔的环流逐渐收缩，形成带状特征。气旋上空经过的卫星所测数据表明，科斯梅的内层核心逐渐凝聚收紧。7月16日，风暴内开始形成风眼，风速提升至每小时105公里。气旋朝西北方向移动，逼近中层高压脊的薄弱点，并且继续强化，于7月16日晚在希洛以东约2600公里洋面升级成飓风。科斯梅达到的最大持续风速为每小时120公里，但由于行经海域水温降低而迅速减弱成热带风暴，风眼也被云层填充，变得模糊不清。
7月17日，系统的云层格局已经显著恶化，风速降至每小时75公里。风暴中心随后从对流中暴露出来，气旋整体开始加速向西前进，仅有西南象限内还存在少量雷暴。随着东向垂直风切变增长，中心西南方向一度重新有对流形成。由于接下来行经洋面水温稳步降低，气旋于7月18日在希洛东南方向约1400公里海域降级成热带低气压。与此同时，风暴进入中太平洋飓风中心预警责任区。科斯梅以每小时23公里的速度继续西进，风力时速约为56公里，局部位置的阵风速度更高。气旋继续弱化，于7月20日以最低中心气压1010毫巴（百帕）强度从夏威夷群岛以南洋面经过。7月22日，风暴行进至距约翰斯顿环礁不足290公里海域，并于当晚退化成残留低气压区。

## 防灾措施和影响

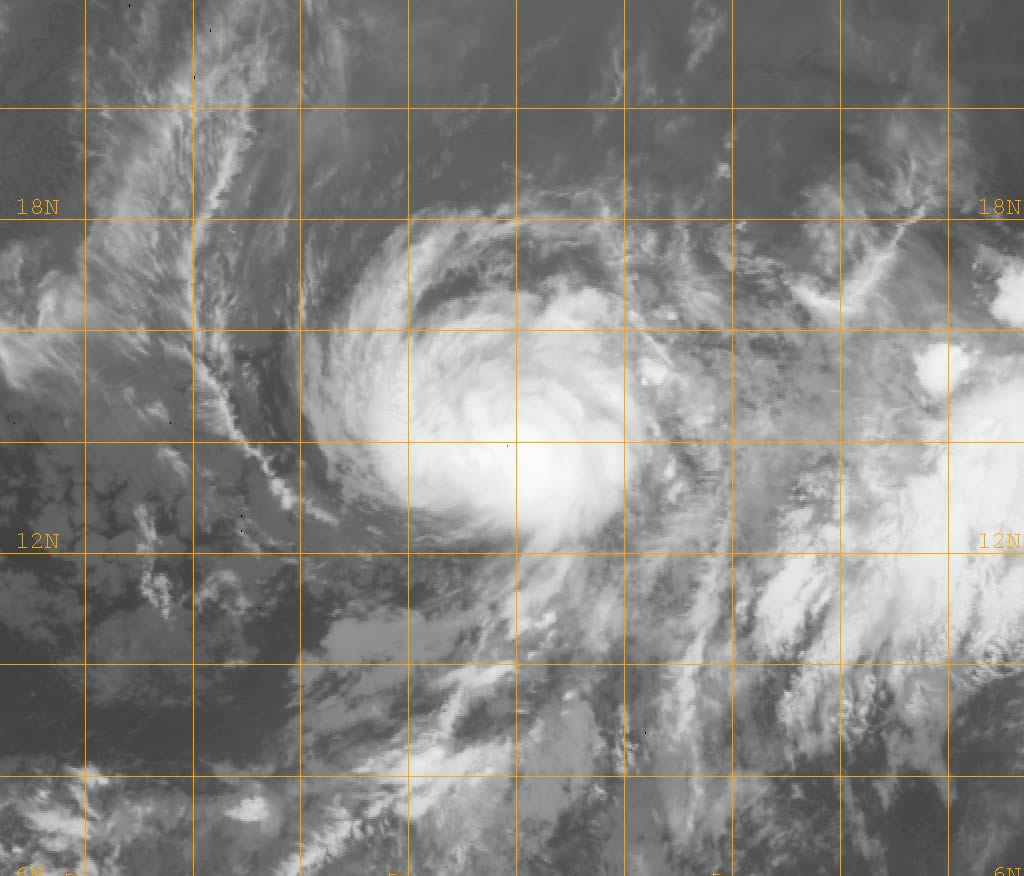
7月16日热带风暴科斯梅的卫星图像

美国国家飓风中心起初预测科斯梅会以热带风暴强度登陆夏威夷州，美国国家气象局因此于7月20日向夏威夷岛发布山洪预警，茂宜岛和夏威夷岛均收到小型船只公告，上述各地的山峦区域还接获风速公告，各沿海地区也收到大浪公告。为应对风暴来袭，夏威夷县民防部门制订方案增加应急人员，并开设多个疏散中心。县内工作人员忙于清理排水沟渠和涵洞，防止洪灾发生。
科斯梅自始至终远离陆地，从夏威夷群岛以南洋面经过时已降级成热带低气压，所以产生的影响很小。不过，气旋北侧的强烈信风产生高2.7米的大浪，雨带产生多达176毫米雨量，致使溪流和防洪沟泛滥成灾，希洛、普纳（Puna）等地部分道路也被洪水覆盖。不过，降雨也有利好的一面，有助于缓解当地已持续数月之久的旱情。夏威夷州南部部分地区测得65公里阵风时速，但没有任何报导表明当地有因大风遭受破坏。